# リビングデッド (amazarashiの曲)
「リビングデッド」は、2018年11月7日にソニー・ミュージックアソシエイテッドレコーズから発売されたamazarashiの楽曲および5枚目のシングル。

## 概要
前作「空に歌えば」から約1年2ヶ月ぶりのシングル。
2018年11月に開催されたamazarashi初の日本武道館公演「朗読演奏実験空間 新言語秩序」に先立ち発売された。
表題曲「リビングデッド」のミュージックビデオはYouTubeにおける公開当初、ノイズ交じりで本来の歌詞がほとんど聴き取れなくなる"検閲"が施されており、武道館公演に向けて用意された専用アプリを用いることで検閲を解除できる仕様であった。武道館公演後にはYoutube上でも検閲解除バージョンが公開された。
CDにはリビングデッドの検閲解除バージョンが収録されている。一方でカップリング曲の「独白」には検閲が施されており、こちらの検閲解除バージョンは武道館公演で初披露され、公演終了後に前述の専用アプリ内、および特設サイト内にて音源が公開された。2020年3月11日に発売されたのアルバム「ボイコット」に「独白」の検閲解除バージョンも収録。

## 収録曲
| #         | タイトル             | 作詞  | 作曲・編曲 | 時間 |
| --------- | -------------------- | ----- | ---------- | ---- |
| 1.        | 「リビングデッド」   |       |            | 4:51 |
| 2.        | 「月が綺麗」         |       |            | 5:14 |
| 3.        | 「独白（検閲済み）」 |       |            | 5:06 |
| 合計時間: | 合計時間:            | 15:11 |            |      |

| #         | タイトル                          | 作詞  | 作曲・編曲 | 時間 |
| --------- | --------------------------------- | ----- | ---------- | ---- |
| 1.        | 「リビングデッド」                |       |            | 4:51 |
| 2.        | 「月が綺麗」                      |       |            | 5:14 |
| 3.        | 「独白（検閲済み）」              |       |            | 5:06 |
| 4.        | 「リビングデッド -instrumental-」 |       |            | 4:52 |
| 5.        | 「月が綺麗 -instrumental-」       |       |            | 5:15 |
| 合計時間: | 合計時間:                         | 24:38 |            |      |